# 23741 Takaaki
23741 Takaaki este un asteroid din centura principală de asteroizi.

## Descriere
23741 Takaaki este un asteroid din centura principală de asteroizi. A fost descoperit pe 22 mai 1998 la Stația Anderson Mesa în cadrul programului LONEOS. Asteroidul prezintă o orbită caracterizată de o semiaxă mare de 2,40 ua, o excentricitate de 0,17 și o înclinație de 2,8° în raport cu ecliptica.